# Безымянная (Вологодская область)
Безымянная — деревня в Верховажском районе Вологодской области.
Входит в состав Нижне-Важского сельского поселения, с точки зрения административно-территориального деления — в Наумовский сельсовет. До 2015 года входила в Наумовское сельское поселение.
Расположена на правом берегу Сивчуги в 5,5 км от границы с Архангельской областью, в 14-15 км к востоку от Наумихи и Верховажья, в 215 км к северо-востоку от Вологды. Деревня находится на участке открытой местности среди лесов, рядом на открытой местности компактно расположены малые деревни Вороновская, Звеглевицы, Яльничевская, Погост Ильинский, Борисовская, Горка, Истопочная, Спицынская.
Через деревню проходит автодорога Верховажье (М8) — Феклуха.
| 2010 |
| ---- |
| 93   |

По переписи 2002 года население — 111 человек. Преобладающая национальность — русские (97 %).